# Heliconius melpomene

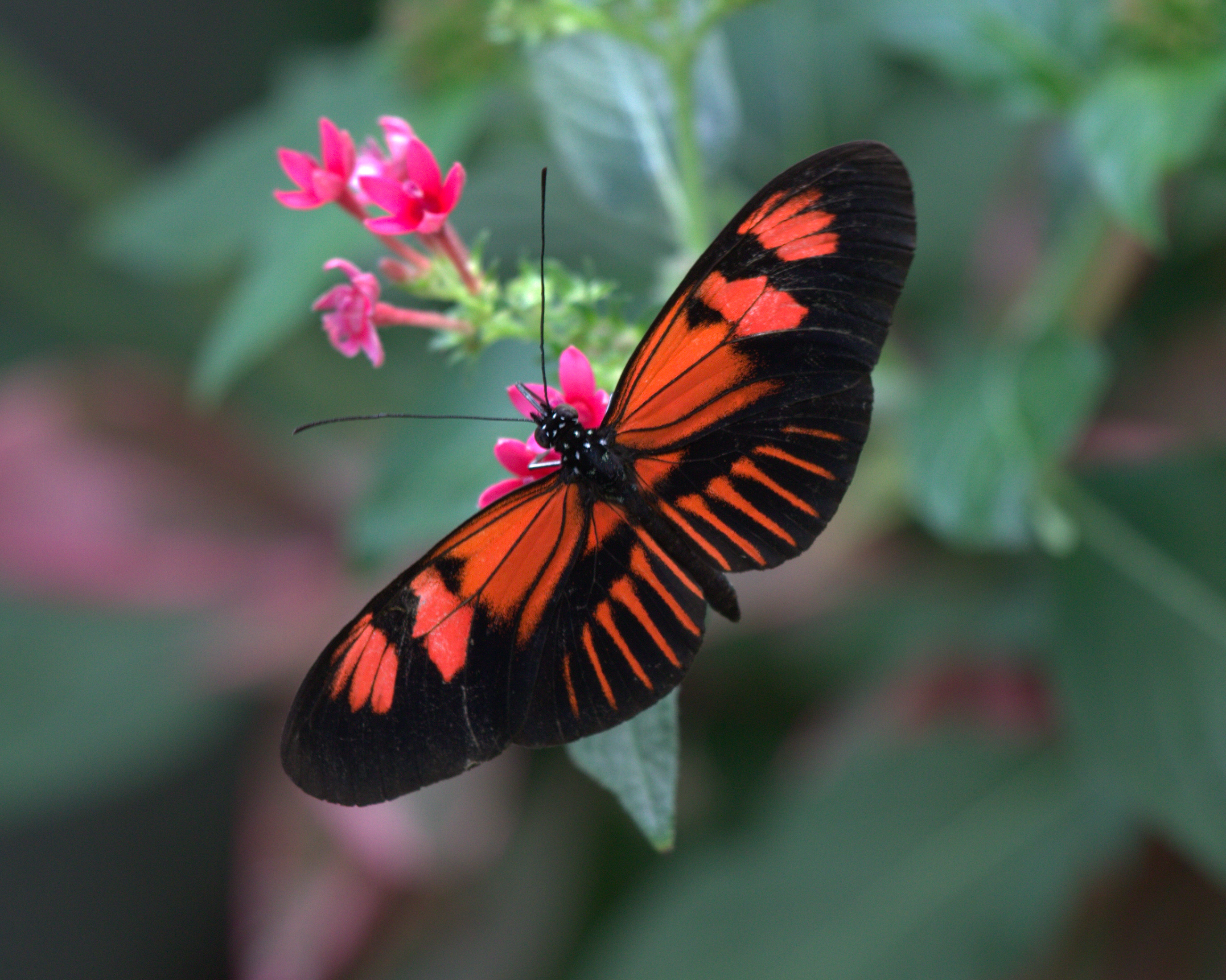
Гибрид между H. melpomene malleti и H. melpomene plesseni, сверху

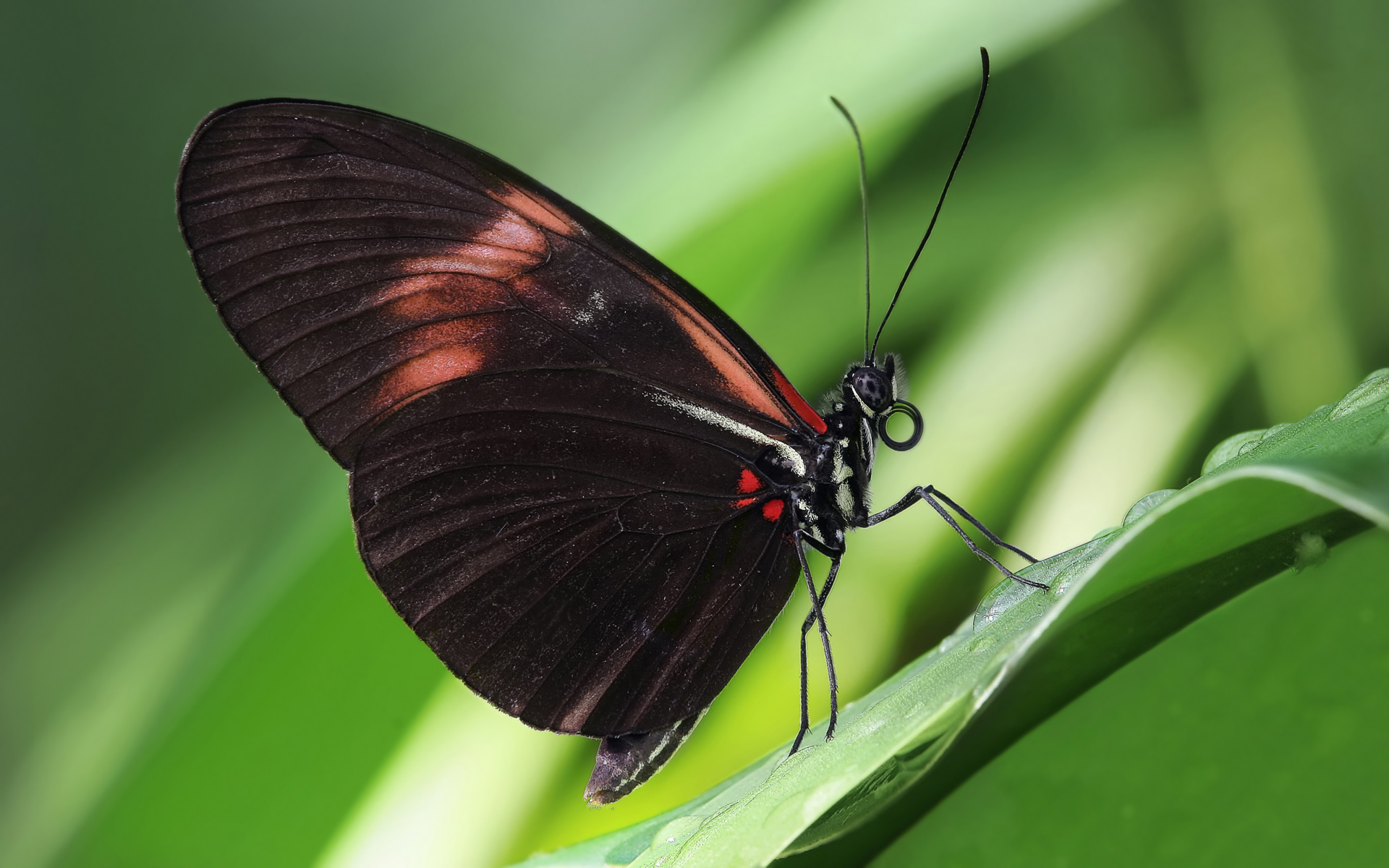
Гибрид между расами H. melpomene melpomene, снизу

Heliconius melpomene (лат.) — вид дневных бабочек из подсемейства Геликонид в составе семейства Нимфалид. Это ярко окрашенный, географически изменчивый вид бабочек, встречающийся по всей Центральной и Южной Америке. Впервые он был описан Карлом Линнеем в 1758 году в 10-м издании «Системы природы». Его окраска эволюционировала вместе с другим представителем рода, H. erato, как предупреждение хищникам о его несъедобности; это пример Мюллеровской мимикрии. H. melpomene был одним из первых видов бабочек, за которыми было замечено, что они собирают пыльцу — поведение, которое характерно для других групп насекомых, но редко встречается у бабочек. Из-за недавней быстрой эволюционной радиации рода Heliconius и перекрытия его ареала с другими родственными видами, H. melpomene стал объектом обширного изучения видообразования и гибридизация. Эти гибриды, как правило, имеют низкую приспособленность, поскольку внешне отличаются от исходного вида и больше не демонстрируют мюллеровскую мимикрию.
Heliconius melpomene обладает ультрафиолетовым зрением, что повышает его способность отличать тонкие различия между отметинами на крыльях других бабочек. Это позволяет бабочке избегать спаривания с другими видами, имеющими тот же географический ареал.

## Описание
Бабочка преимущественно чёрная с красной или жёлтой полосой по передним крыльям. Имеют большие длинные крылья (35—39 мм). Она ядовита, и красные узоры на её крыльях являются примером апосематизма. Они похожи на H. erato. Отличить H. erato от H. melpomene помогают две особенности, обнаруженные на нижней стороне задних крыльев: у H. erato обычно четыре красные точки в месте прикрепления крыла к груди, а у H. melpomene — три. В Мексике, Центральной Америке и на западном побережье Колумбии и Эквадора желтовато-белая полоса на нижней стороне достигает края заднего крыла у H. erato, но заканчивается, не доходя до края, у H. melpomene.

## Распространение
Heliconius melpomene встречается от Центральной Америки до Южной Америки, особенно на склонах Анд. Чаще всего он обитает на открытой местности и опушках лесов, хотя его можно встретить и по краям рек и ручьёв. Он делит свой ареал с другими видами Heliconius, причём H. melpomene обычно менее многочислен, чем другие виды.

## Происхождение
Недавнее исследование, проведённое с использованием полиморфизма длины амплифицированных фрагментов (AFLP) и наборов данных митохондриальной ДНК, относит происхождение H. melpomene к 2,1 млн лет назад. H. melpomene демонстрирует кластеризацию AFLP по географическому признаку, что позволяет предположить, что вид произошёл в восточной части Южной Америки.

## Пищевые ресурсы

### Гусеницы
Гусеницы Heliconius демонстрируют поведение, известное как монофагия, то есть они питаются только одним видом растений, в частности родом Страстоцвет (Passiflora). У H. melpomene растения-хозяева ограничиваются Passiflora oerstedii и Passiflora menispermifolia. Виды рода Passiflora выработали множество химических средств защиты, но гусеницы Heliconius выработали адаптации, которые позволяют им продолжать питаться растениями и фактически включать токсичные соединения в свои системы и делать их невкусными для хищников. Такое взаимодействие делает Heliconius и Passiflora модельной системой для изучения коэволюции.

### Имаго

#### Диета
В отличие от большинства других бабочек, несколько видов Heliconius были замечены поедающими пыльцу, а также нектар. Точный механизм, с помощью которого бабочка переваривает пыльцу, неясен; первоначально считалось, что если пыльца после проглатывания пропитается нектаром, то она сможет быть переварена бабочкой. Однако недавно в слюне бабочки был обнаружен фермент протеаза, что свидетельствует об адаптации к расщеплению пыльцы. Этот фермент был обнаружен в более высоких концентрациях в слюне самок бабочек, что, вероятно, связано с большей потребностью в питании, связанной с размножением. Эти адаптации позволяют бабочкам извлекать важные аминокислоты из пыльцы, что, помимо общих преимуществ питания, позволяет H. melpomene иметь более яркую окраску и быть более неприятными для хищников, чем их собратья, не кормящиеся пыльцой. Считается, что эта кормовая адаптация и последующее усиление окраски способствовали видообразованию Heliconius.

### Опыление
Пыльца — редко используемый, но эффективный источник белка для видов бабочек. Во время поиска пыльцы взрослые особи накапливают её на конце хоботка, и зерна остаются там в течение длительного времени. Эти пыльцевые зерна переносятся на тычинки другого растения, которое бабочка посещает во время кормёжки. Хотя в ареале H. melpomene много растений, дающих подходящие питательные вещества, бабочка посещает лишь некоторые из них. Это делает бабочку эффективным опылителем цветов, которые она посещает, поскольку вероятность того, что растение получит пыльцу не того сорта, очень мала.

## Родительская забота
Собирая пыльцу во время развития яиц, самки бабочек H. melpomene обеспечивают своё потомство ценными аминокислотами и белками. Это уменьшает количество времени, которое потомство должно тратить на добычу пищи во время личиночной стадии, и, таким образом, снижает вероятность хищничества. Хотя такое дополнительное кормовое поведение самки увеличивает вероятность быть съеденной, предупреждающие цвета, подчёркивающие её отвращение, защищают её от возможных хищников.

### Яйцекладка
Самки бабочек H. melpomene распознают растения-хозяева, определяя соответствующее химическое соединение с помощью хеморецепторов, расположенных на передних лапках. При поиске растения бабочка барабанит по нему ногами, чтобы обнаружить химические соединения, которые выделяет растение. Найдя подходящее растение-хозяина, бабочка откладывает яйца на отдельные молодые листья. Поиск подходящего растения-хозяина очень важен, поскольку гусеницы H. melpomene приспособлены питаться только определёнными растениями Passiflora.

## Жизненный цикл
Яйца H. melpomene жёлтые, размером примерно 1,5 × 1 мм. Откладываются они в основном поодиночке или редко небольшими скоплениями на молодые листья растений пассифлоры. Гусеницы живут группами по две-три особи и имеют белый цвет с чёрными пятнами. Куколки колючие и тёмно-коричневого цвета. У взрослых особей тело чёрное с яркими жёлтыми или оранжевыми узорами на крыльях. Самки H. melpomene непрерывно производят яйцеклетки в течение всей своей жизни; это происходит благодаря высокопитательному рациону, который бабочка получает, питаясь пыльцой. Близкородственные виды Heliconius имеют максимальную продолжительность жизни в шесть месяцев, и вполне вероятно, что H. melpomene живёт столько же.

## Защитная окраска и поведение

### Мимикрия
Heliconius melpomene коэволюционировал со своим родственным видом, H. erato, и каждый из них развил похожие яркие цветовые узоры. Узоры H. melpomene соответствуют по крайней мере 20 из 27 подвидов H. erato. Эта окраска предупреждает потенциальных хищников, что бабочки неприятны и их следует избегать; это пример апосематизма. Так как оба вида обладают этим едким вкусом, они демонстрируют так называемую мюллеровскую мимикрию. Несмотря сходную окраску, которую легко спутать, эти два вида способны существовать в одном ареале обитания, поскольку они репродуктивно изолированы благодаря адаптации глаз бабочек, позволяющей лучше различать особей.

## Генетика

### Гибридизация
Из-за перекрывающегося ареала со многими близкородственными видами H. melpomene иногда гибридизирует в природе, несмотря на адаптации, направленные на противодействие этому. Самки, полученные в результате скрещивания H. melpomene и H. cydno, стерильны. Хотя гибридные самцы не стерильны, они демонстрируют узоры, промежуточные между скрещиваемыми видами, и поэтому самцы вряд ли будут признаны в качестве партнёров обоими видами. Кроме того, узоры на обоих полах будут немиметичными, а значит, не будут распознаваться хищниками как проявление неприязни. Поэтому гибриды, полученные в результате скрещивания H. melpomene с другими видами Heliconius, обладают низкой приспособленностью и вряд ли сохранятся.
В 2024 году был обнаружен случай гибридного видообразования у бабочек Heliconius с участием Heliconius melpomene. Выявлено, что Heliconius elevatus это гибридный вид, который является симпатрическим с обоими родителями и сохраняется как независимо эволюционирующая линия в течение как минимум 180 000 лет. И это несмотря на повсеместный и постоянный поток генов с одним из родителей, Heliconius pardalinus, который гомогенизировал 99 % их геномов. Оставшийся 1 % интрогрессировал от другого родителя, Heliconius melpomene, и широко разбросан по геному H. elevatus в островах дивергенции с H. pardalinus. Эти острова содержат множество признаков, которые подвергаются разрушительному отбору, включая окраску, форму крыльев, предпочтение растений-хозяев, половые феромоны и выбор пары. В совокупности эти признаки ставят H. elevatus на свой собственный адаптивный пик и позволяют сосуществовать с обоими родителями. Эти результаты показывают, что видообразование было обусловлено интрогрессией экологических признаков и что видообразование с потоком генов возможно при наличии мультилокусной генетической архитектуры.

### Подвиды
Описано около трёх десятков подвидов
- Heliconius melpomene melpomene (Linnaeus, 1758) — номинативный подвид (побережье Южной Америки от Панамы до Амазонии)
- Heliconius melpomene aglaope C. Felder & R. Felder, 1862 (Перу, Эквадор)
- Heliconius melpomene amandus Grose-Smith & W. F. Kirby, 1892 (Боливия)
- Heliconius melpomene amaryllis  C. Felder & R. Felder, 1862 (Перу)
- Heliconius melpomene anduzei  K. Brown & F. Fernández, 1985
- Heliconius melpomene bellula  J. Turner, 1971
- Heliconius melpomene burchelli  Poulton, 1910
- Heliconius melpomene cythera  (Hewitson, 1869) (Эквадор)
- Heliconius melpomene ecuadorensis  Emsley, 1964
- Heliconius melpomene euryades  Riffarth, 1900 (Перу)
- Heliconius melpomene flagrans  Stichel, 1919
- Heliconius melpomene intersectus  Neustetter, 1928 (Бразилия)
- Heliconius melpomene madeira  N. Riley, 1919 (Бразилия)
- Heliconius melpomene malleti  Lamas, 1988 (Амазония)
- Heliconius melpomene martinae  Cast & Le Crom, 2012 (Колумбия)[21]
- Heliconius melpomene meriana  J. Turner, 1967 (Гайана)
- Heliconius melpomene michellae  Neukirchen, 1997
- Heliconius melpomene nanna  Stichel, 1899 (Бразилия)
- Heliconius melpomene penelope  Staudinger, 1894 (Боливия)
- Heliconius melpomene plesseni  Riffarth, 1907 (Эквадор)
- Heliconius melpomene pyrforus  Kaye, 1907
- Heliconius melpomene rosina  (Boisduval, 1870) (Центральная Америка)
- Heliconius melpomene schunkei  Lamas, 1976 (Перу)[22]
- Heliconius melpomene tessa  Barcant, 1982
- Heliconius melpomene thelxiope  (Hübner, [1806]) (Бразилия)
- Heliconius melpomene thelxiopeia  Staudinger, 1897
- Heliconius melpomene vicina  Ménétriés, 1857 (Бразилия, Венесуэла)
- Heliconius melpomene vulcanus  Butler, 1865 (Колумбия)
- Heliconius melpomene xenoclea  (Hewitson, [1853]) (Перу)

## Спаривание
При поиске партнёров самцы H. melpomene демонстрируют патрульное поведение, которое заключается в поиске потенциальных партнёров во время облёта ареала, в котором обитает вид. Это требует способности отличать самок H. melpomene от самок других видов, что является ключевой адаптацией бабочки.
Самцы H. melpomene обладают брюшными класперами (крючковидные выступы), которые используются для захвата самок при спаривании. Во время спаривания самец передаёт питательные вещества в сперматофоре; самка может использовать этот брачный дар для питания оплодотворяемых яиц внутри себя. Помимо сперматофора, самцы также передают самке феромон, который является антиафродизиаком для других самцов. Это повышает вероятность репродуктивного успеха самца, не позволяя самке спариваться с другими самцами, что гарантирует, что только сперма самца будет использована для оплодотворения яиц самки. Феромон вырабатывается только самцами и выделяется для идентификации себя с другими самцами, поэтому антиафродизиак действует, заставляя самку пахнуть как самец. Через некоторое время феромон выветривается, и самка снова может спариваться, что она будет делать несколько раз в течение своей жизни.